# Hawthorne (Nova Jersey)
Hawthorne és una població dels Estats Units a l'estat de Nova Jersey. Segons el cens del 2007 tenia 18.106 habitants.

## Demografia
Segons el cens del 2000, Hawthorne tenia 18.218 habitants, 7.260 habitatges, i 4.929 famílies. La densitat de població era de 2.068,8 habitants/km².
Dels 7.260 habitatges en un 28,8% hi vivien nens de menys de 18 anys, en un 54,1% hi vivien parelles casades, en un 10,3% dones solteres, i en un 32,1% no eren unitats familiars. En el 26,5% dels habitatges hi vivien persones soles l'11,1% de les quals corresponia a persones de 65 anys o més que vivien soles. El nombre mitjà de persones vivint en cada habitatge era de 2,5 i el nombre mitjà de persones que vivien en cada família era de 3,07.
Per edats la població es repartia de la següent manera: un 21,8% tenia menys de 18 anys, un 6,5% entre 18 i 24, un 33,5% entre 25 i 44, un 22,7% de 45 a 60 i un 15,5% 65 anys o més.
L'edat mediana era de 38 anys. Per cada 100 dones de 18 o més anys hi havia 87,7 homes.
La renda mediana per habitatge era de 55.340 $ i la renda mediana per família de 65.451 $. Els homes tenien una renda mediana de 46.270 $ mentre que les dones 33.277 $. La renda per capita de la població era de 26.551 $. Aproximadament el 2,6% de les famílies i el 3,4% de la població estaven per davall del llindar de pobresa.

## Poblacions més properes
El següent diagrama mostra les poblacions més properes.